# Hidcote Boyce
Hidcote Boyce – przysiółek w Anglii, w Gloucestershire. Leży 2,8 km od miasta Chipping Campden, 41,1 km od miasta Gloucester i 130,2 km od Londynu. W latach 1870–1872 miejscowość liczyła 115 mieszkańców. Hidcote Boyce jest wspomniana w Domesday Book (1086) jako Hidicote.